# Kopuła geodezyjna

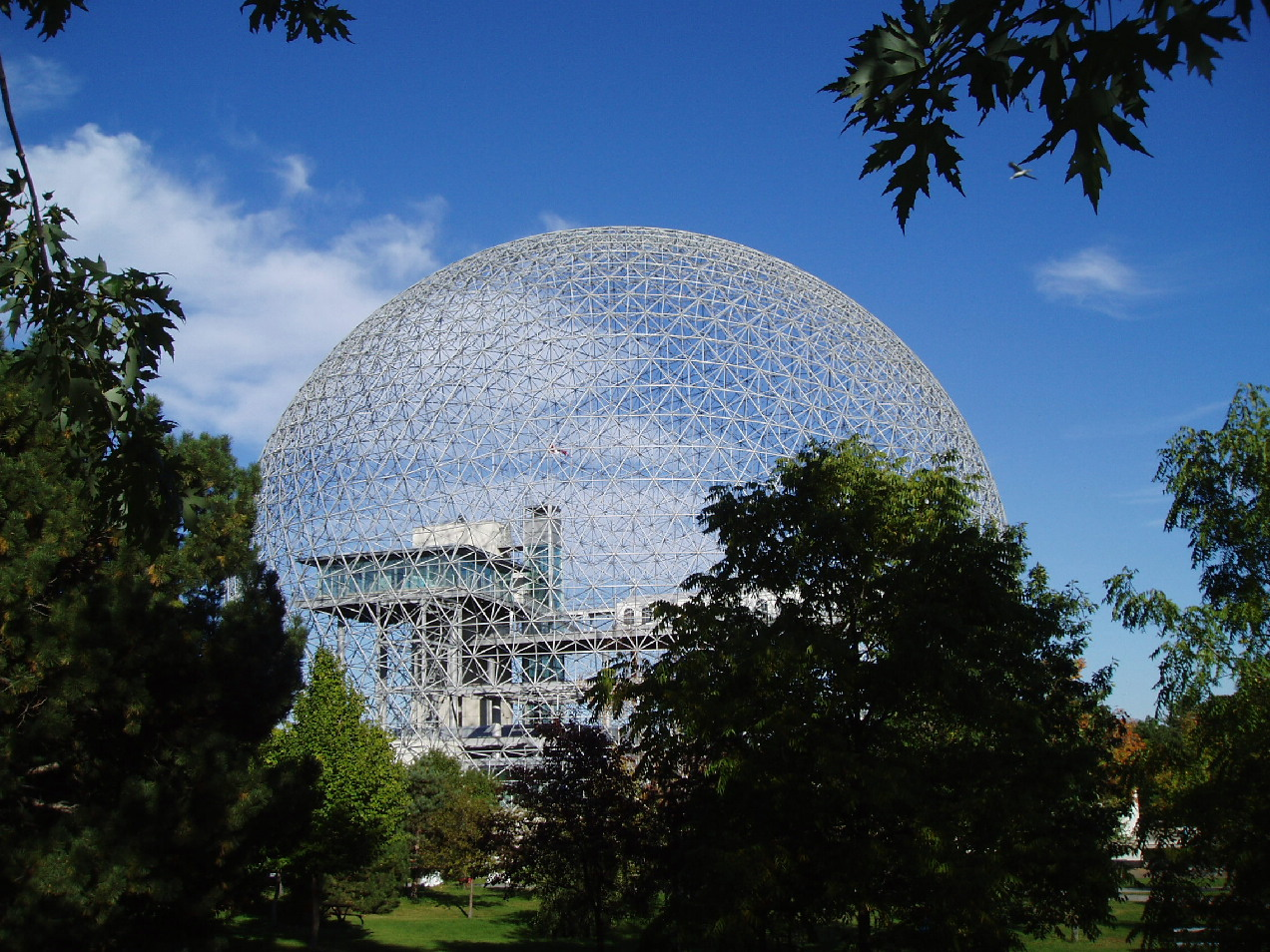
Montreal Biosphère na Île Sainte-Hélène (Montreal), zaprojektowane przez Buckminstera Fullera

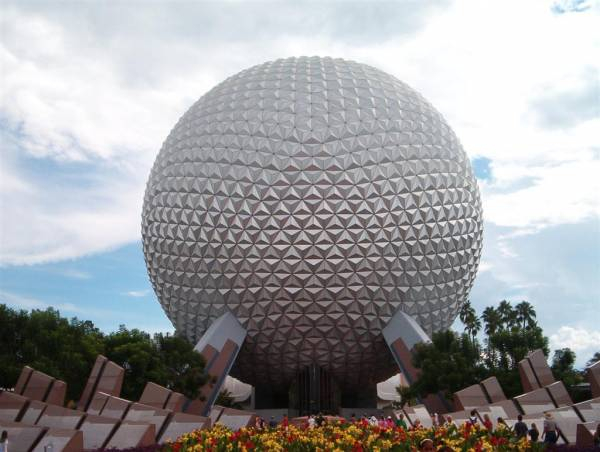
Kopuła geodezyjna w parku EPCOT (Disney World na Florydzie) 2007

Kopuła geodezyjna ("kopuła Fullera") – wielościan, który odwzorowuje powierzchnię kuli. W kopule geodezyjnej najmniejszym stosowanym elementem geometrycznym jest najczęściej trójkąt równoramienny zbliżony do równobocznego, spośród wielokątów bowiem jego multiplikacja tworzy najsztywniejszą konstrukcję.
Geometryczny kształt kopuły geodezyjnej wykorzystywany jest w różnego rodzaju rozwiązaniach architektonicznych jako atrakcyjne, wytrzymałe i samonośne (tzn. niewymagające wewnętrznych podpór) przykrycie dużych powierzchni. 
Pierwszą kopułę tego typu wybudowano w 1923 według projektu niemieckiego inżyniera Walthera Bauersfelda z przeznaczeniem na planetarium w Jenie. Pod koniec lat 40. XX wieku idee te zostały rozwinięte i spopularyzowane przez amerykańskiego konstruktora, architekta, kartografa i filozofa Richarda Fullera, który jest również twórcą nazwy „kopuła geodezyjna".